# Ritratto del conte Sinzendorf
Il Ritratto del conte Sinzendorf è un dipinto realizzato nel 1729 dal pittore francese Hyacinthe Rigaud che rappresenta il conte Philipp Ludwig Wenzel von Sinzendorf, cancelliere del Sacro Romano Impero.

## Storia dell'opera

### Il primo ritratto del 1701

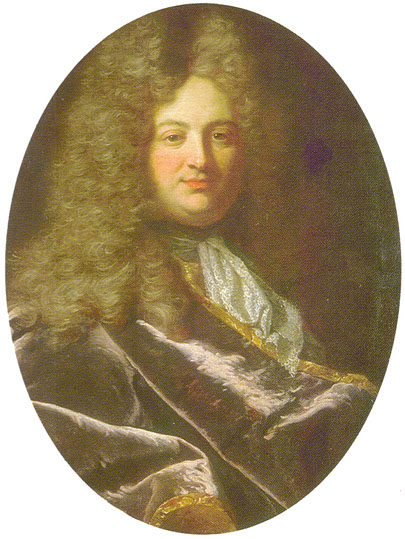
Il conte Sinzendorf nel ritratto eseguito per lui da Rigaud nel 1701

Protettore dell'accademia delle arti del re e grande ammiratore della Francia, il conte Philipp Ludwig Wenzel von Sinzendorf (1671-1742) aveva portato avanti diverse ambasciate a Parigi dal 1700. In occasione di una di queste, chiese a Hyacinthe Rigaud di realizzare per lui un ritratto a mezzobusto nel 1701  del valore di 150 livres, in coppia con un ritratto delle medesime dimensioni di sua moglie.
Per lungo tempo dimenticata, quest'opera era conosciuta solo ed unicamente tramite una stampa eseguita da Bernard Picart e derivata direttamente dal dipinto. Quest'ultimo artista ad ogni modo lavorò con accuratezza sul viso, riprendendolo pedissequamente dal quadro, ma mutò completamente la postura del soggetto.

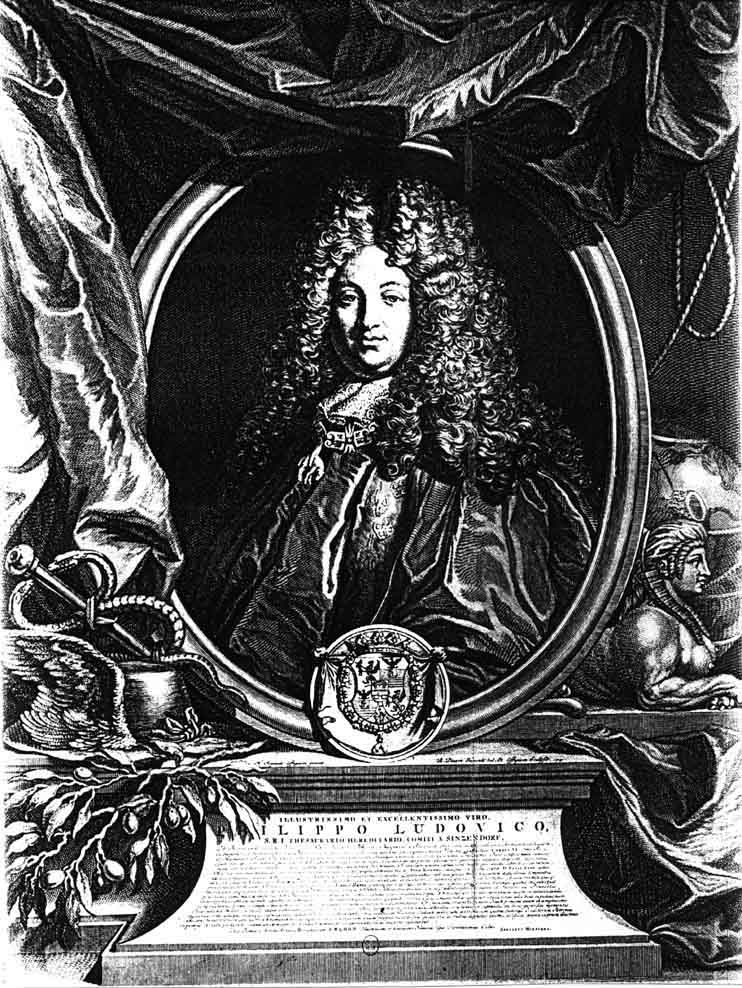
Il conte Sinzendorf nell'incisione di Picart dall'opera di Rigaud - 1713

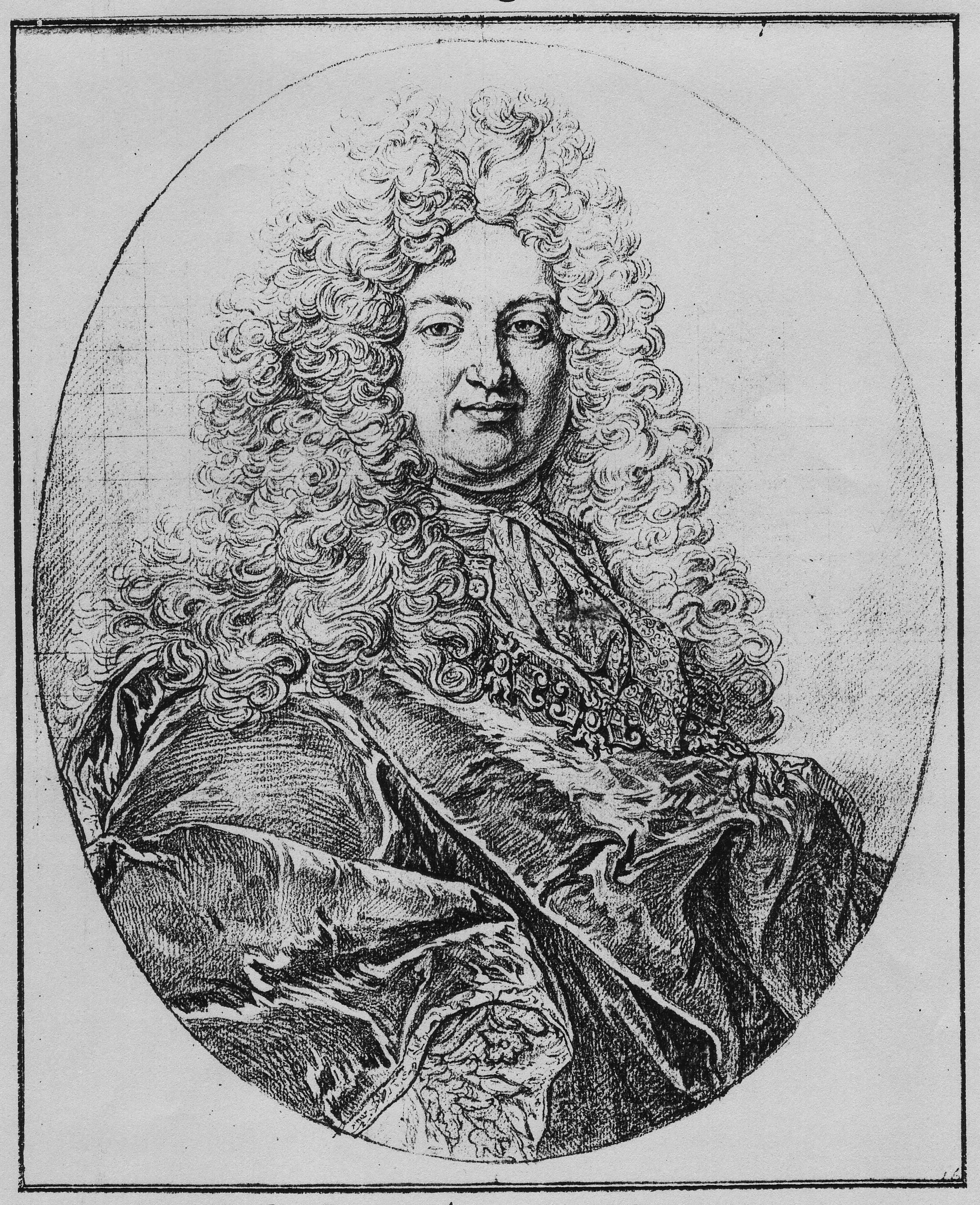
Il conte Sinzendorf, anonimo dal ritratto di Rigaud - v. 1701

Oltre alle decorazioni nel complesso, Picart aveva aggiunto la collana del Toson d'oro che il soggetto aveva ricevuto l'anno precedente. Il busto nella stampa è compreso in un ovale che riporta in cornice l'armi dei Sinzendorf ed appare ornato del Toson d'oro. Nella composizione a stampa si possono notare gli attributi allegorici della diplomazia: a destra un mappamondo ed una sfinge, guardiana del segreto e simbolo della conoscenza difficile da acquisire; a destra un caduceo ed un cappello alato che simboleggiano Ermes, ambasciatore degli dei.
La tela è riapparsa nel 1995 in una vendita da Christie's a Londra, assieme ad un disegno assegnato al medesimo autore. Il disegno, precisamente una sanguigna, è stato senza ombra di dubbio eseguito dal dipinto originale, ma sembra piuttosto essere stato una trasposizione su carta destinata poi a facilitare il lavoro dell'incisore. Le differenze nette con la stampa si notano soprattutto nel panneggio che nel caso di Picart appare completamente inventato rispetto a quello di Rigaud.
Sinzendorf, che ricevette il dipinto finito prima di lasciare la Francia, ne fece derivare alcune copie da regalare poi ai suoi amici.

### Il secondo ritratto del 1729

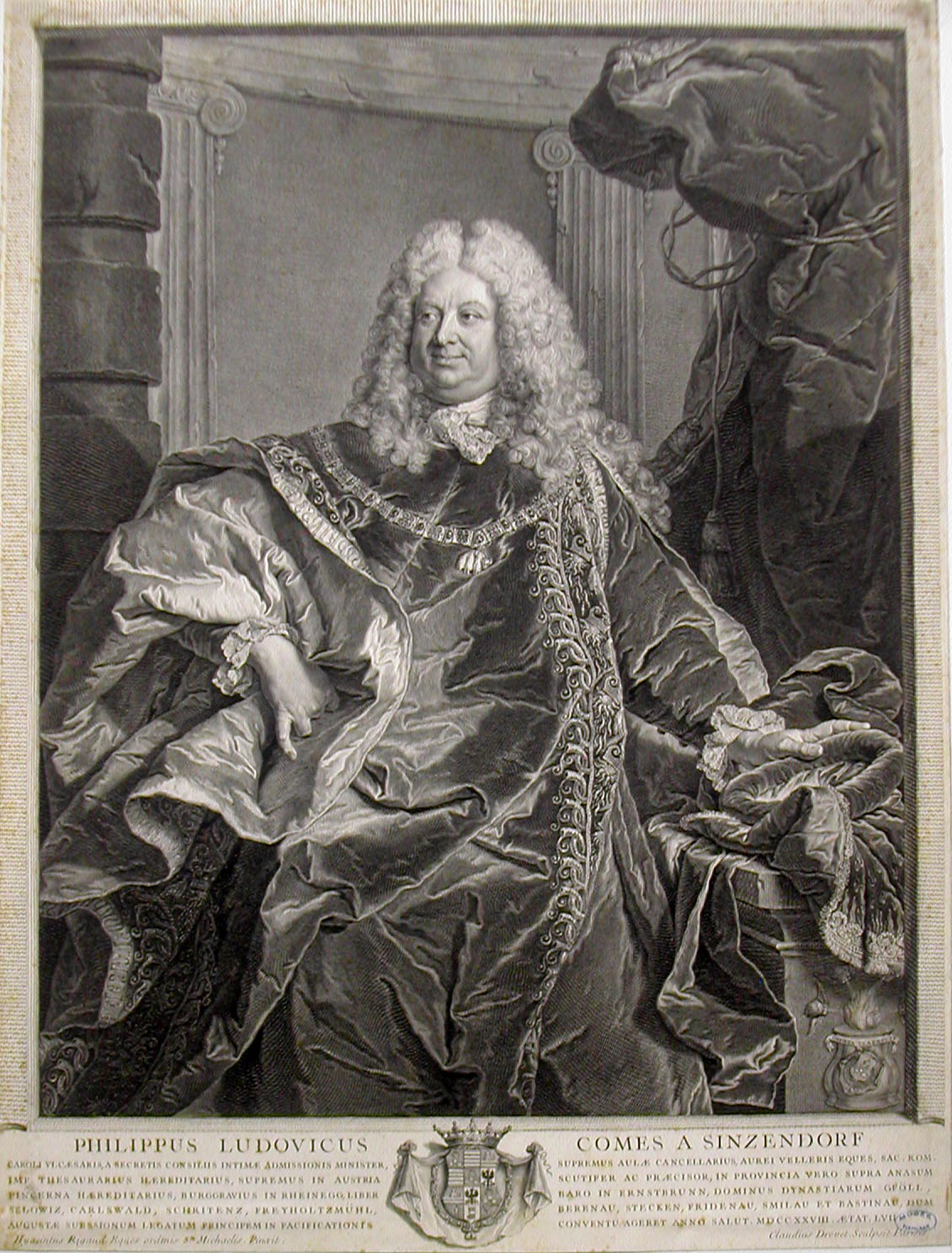
Philipp-Ludwig Wenzel von Sinzendorf in un'incisione di Claude Drevet dal dipinto originale di Rigaud

Il ritratto principale del conte Sinzendorf venne invece dipinto nel 1729, sempre da Hyacinthe Rigaud per commemorare la partecipazione del ministro ai negoziati per la pace della guerra anglo spagnola.
Anticamente appeso nel salone di stile Régence del barone Alphonse Mayer de Rothschild (1878-1942), nella sua residenza viennese di Theresianumgasse, passò nel 1948, alla baronessa Clarisse de Rothschild e venne confiscato dai tedeschi entrando a far parte della collezione del Kunsthistorisches Museum di Vienna. Restituito alla famiglia nel 1999, è stato nuovamente donato al museo in quello stesso anno.
Questo nuovo ritratto presenta una nuova effigie elaborata da Rigaud, incredibilmente virtuoso nell'effetto visivo che rende il quadro veramente sorprendente tra tutti i ritratti del pittore francese; l'opera venne eseguita nel corso del soggiorno del conte al congresso di Soissons nel 1728. In quell'anno, il pittore stava realizzando una copia del ritratto del cardinal de Fleury del valore di 300 livres.
Sinzendorf, che appare di aspetto pingue e tondo, ha un atteggiamento fiero, vestito con gli abiti tradizionali dell'Ordine del Toson d'oro. Probabilmente Rigaud, come in altri suoi ritratti, lavorò accuratamente sui dettagli del volto, mentre per il corpo si servì di un modello adeguato, facendosi ad ogni modo inviare dal conte che alloggiava a Bruxelles un abito completo dell'Ordine del Toson d'oro per poterlo copiare nei minimi dettagli, dal momento che con tutta probabilità il quadro venne finito e consegnato un anno dopo. Più tardi, Rigaud utilizzerà la medesima procedura anche per il ritratto del principe del Liechtenstein che volle essere rappresentato con gli abiti dell'Ordine.

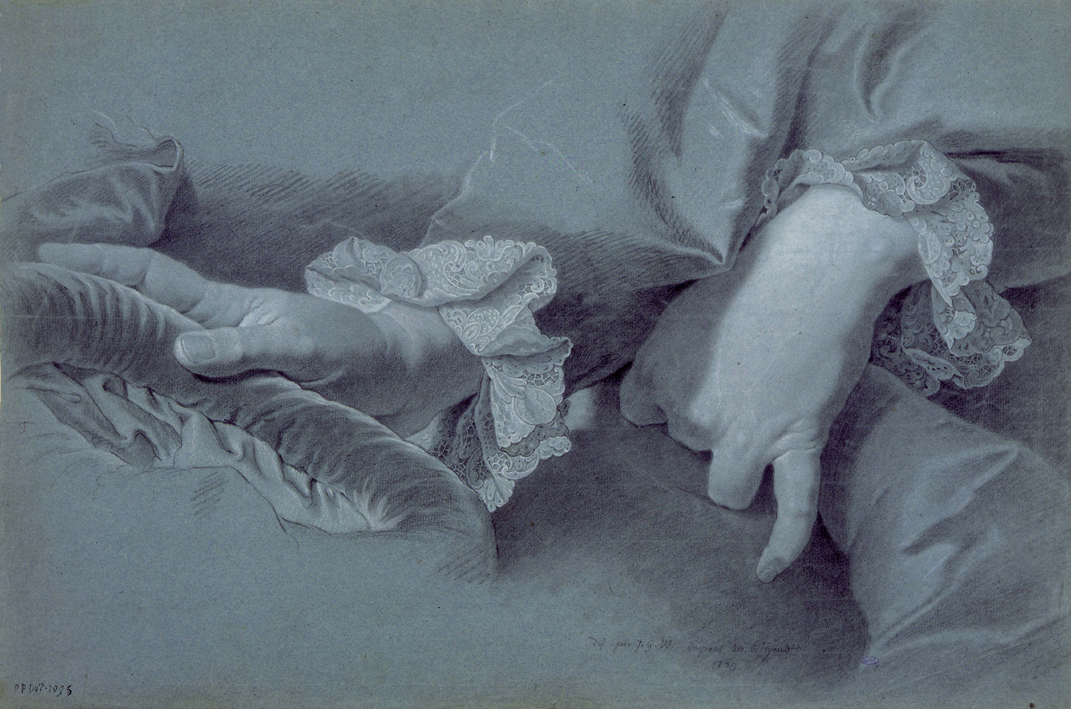
Studio di mani di Johann Georg Wille dal ritratto del conte Sinzendorf eseguito da Rigaud - Parigi, musée du Petit Palais - 1739

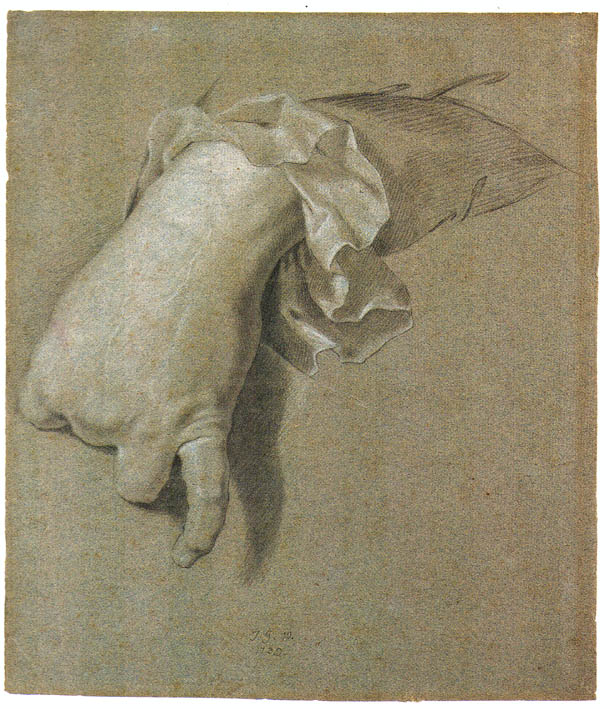
Studio di mani di Johann Georg Wille dal ritratto del conte Sinzendorf di Rigaud - collezione privata - 1739

Del quadro venne fatta un'esatta incisione ad opera di Claude Drevet, come pure una ad opera dell'incisore tedesco Johann Georg Wille che era un ammiratore di Rigaud. Il ritratto di Sinzendorf dopo la consegna venne portato a Vienna dal proprietario, ed è quindi probabile che Wille abbia lavorato, nel 1739, su una copia realizzata dallo stesso Rigaud. I disegni di studio che ne vennero derivati vennero venduti poi nel 1763 a Parigi.
Il disegno conservato a Parigi, al musée du Petit Palais, appare più dettagliato rispetto a quello esposto alla galerie Perrin nel 1991 ed oggi in collezione privata; quest'ultimo coglie però il dettaglio del movimento morbido della mano sul fianco.